# André Casanova
André Marcel Charles Casanova, né le 12 octobre 1919 dans le 14e arrondissement de Paris et mort le 7 mars 2009 à Louveciennes, est un compositeur français.

## Biographie
André Casanova poursuit parallèlement des études de droit et étudie la musique à l'École normale de musique de Paris avec Georges Dandelot.
À partir de 1944, il devient le premier disciple de René Leibowitz qui l'initie au dodécaphonisme, technique qu'il abandonnera en 1954 pour composer dans un style plus personnel, à la fois moderne et romantique.
Sa musique a été jouée dans de grands festivals internationaux (Rome, Moscou, Bâle, Strasbourg, Bordeaux etc. ). Il est l'auteur d'une œuvre très diversifiée, comprenant notamment une douzaine de concertos, de nombreuses œuvres pour formation de chambre, cinq opéras et cinq symphonies; son catalogue comprend actuellement 106 numéros d'opus.
Il est mort à Louveciennes le 7 mars 2009 et y repose au cimetière des Arches (partie nouvelle).

## Prix
- Lauréat du 1er Concours international de composition  Reine Marie-José (1960)
- Prix de la Fondation Durand décerné par l'Institut (1979).

## Œuvres

### Musique de chambre
- 2 Trios, 6 Quatuors à cordes, 3 Quintettes, 1 Sextuor, 1 Septuor.

### Musique orchestrale et concertante
- Notturno, Anamorphoses, Métaphonie, Partita, Ephemeris, Elemente
- Cinq symphonies
- Concerto pour violon et orchestre
- Concertino pour piano et orchestre de chambre op. 8 (1963).

### Opéras
- La Clé d'argent, d'après Villiers-de-l'Isle-Adam
- La Coupe d'or, d'après Ludwig Tieck
- Le Bonheur dans le crime, d'après Barbey d'Aurevilly
- Dumala, sur un livret du compositeur d'après Eduard von Keyserling
- Le Murmure de la mer, sur un livret du compositeur d'après E. von Keyserling.

### Musique vocale
- Cantate Cavalier seul pour baryton et quatuor à cordes.

## Sources
- (de) Cet article est partiellement ou en totalité issu de l’article de Wikipédia en allemand intitulé « André Casanova » (voir la liste des auteurs).
- Marc Honegger, Dictionnaire de la musique, Bordas.